# Belkisyolé Alarcón de Noya
Belkisyole Alarcón de Noya (Guanta, Venezuela, 11 de enero de 1952) es una médica venezolana con PhD en parasitología médica. Es pionera en estudios de esta área de la medicina y en 2017 recibió el Premio Mujeres en Ciencia de 2017, otorgado por la Academia de Ciencias Físicas, Matemáticas y Naturales de Venezuela.

## Biografía
Belkisyole es la mayor de cuatro hermanos y sus padres, Gustavo Alarcón y Lida Marcano de Alarcón. Ella estudió la educación primaria en el Colegio La Florida donde obtener la medalla de honor en todos los cursos de la primaria. Mientras vivió en Simón Rodríguez y antes en La Pastora. Desde 1963, Belkisyole estudió secundaria en el Colegio Santo Domingo de Guzmán, donde se graduó de bachiller en ciencias en 1968. El 20 de octubre de 1975 los Noya se graduaron de médicos y el 5 de septiembre de 1975 Belkisyolé y Oscar Noya, se casaron.
Ella y su esposo ingresaron a la Universidad Central de Venezuela en 1980 en la cátedra de parasitología, Belkis egresada de la Universidad de Tulane en Nueva Orleans con Ph.D. Los trabajos de campo constituyeron buena parte del trabajo de sus primeros años en la universidad, entre los que destacan los trabajos epidemiológicos de bilharzia en Caraballeda, el proyecto vacuna antimalárica con la Sp f 66, trabajo pionero en esta área.
Belkisyolé fue presidente de esta Sociedad Científica En investigación, la línea desarrollada ha sido la de estudios epidemiológicos en esquistosomiasis y cisticercosis y la de inmunodiagnóstico en enfermedades parasitarias. Aportó elementos nuevos en el diagnóstico y pautas básicas para los trabajos epidemiológicos en esquistosomiasis y manejo de la quimioterapia selectiva o en masa de las comunidades. Ya con 22 años en la Cátedra de Parasitología de la Facultad, alternó docencia de aula, trabajos en comunidades, investigación básica en el laboratorio y el devenir administrativo como Jefe de Departamento. En la perseverancia de Belkisyolé, se logró cristalizar el Proyecto del Postgrado Nacional en Parasitología en julio de 1996, lo cual vino a culminar una gran aspiración de la Sociedad Parasitología Venezolana. Venía de estar como Jefe del Departamento de Microbiología, Parasitología y Medicina Tropical, conjugando de igual manera la integración de los estudios de pregrado en el área de las enfermedades infecciosas. Se desempeña en la coordinación general de la Facultad de Medicina en la cual ha permanecido por más de cinco años, desarrollando iniciativas académicas de integración en el proceso enseñanza, aprendizaje entre las diferentes escuelas de la Facultad de Medicina y en las políticas de ingresos de personal.
En 2017 recibió el Premio Mujeres en Ciencia de 2017 otorgado por la Academia de Ciencias Físicas, Matemáticas y Naturales de Venezuela.